# レール7
『レール7』（レールセブン）は、テレビ東京で1985年4月1日から1991年3月30日まで放送されたテレビ番組である。

## 概要
1985年3月までテレビ朝日で放送されていた『みどりの窓口』を、テレビ東京に移したものである。番組開始当初は日本国有鉄道（国鉄）提供、国鉄分割民営化により1987年4月1日からは東日本旅客鉄道（JR東日本）提供であった。

## 放送時間
| 期間                          | 放送時間                               |
| ----------------------------- | -------------------------------------- |
| 1985年4月1日 - 1986年3月28日  | 月曜日 - 金曜日 7:00 - 7:15（生放送）  |
| 1986年3月31日 - 1986年6月27日 | 月曜日 - 金曜日 7:10 - 7:25 （生放送） |
| 1986年6月30日 - 1987年9月30日 | 月曜日 - 金曜日 7:10 - 7:30 （生放送） |
| 1987年10月1日 - 1988年4月1日  | 月曜日 - 金曜日 7:00 - 7:20 （生放送） |
| 1988年4月4日 - 1991年3月29日  | 月曜日 - 金曜日 7:00 - 7:15 （生放送） |
| 1985年4月6日 - 1989年3月25日  | 土曜日 6:45 - 7:00（VTR収録）          |
| 1989年4月1日 - 1991年3月30日  | 土曜日 7:00 - 7:15（VTR収録）          |

## 出演者
- 福田直代（月曜日 - 水曜日）
- 町井洋子（月曜日 - 水曜日）
- 増田ひろみ（木曜日 - 土曜日）
- 我妻洋子（月曜日 - 水曜日）
- 多田友子（月曜日 - 水曜日）
- 柳美子（木曜日 - 土曜日）
- 彩野ひかる（木曜日 - 土曜日）

## 番組内容
月 - 金曜日
月曜日から金曜日には、鉄道に関する情報や、鉄道旅行などを取り上げていた。
- JR各線の運転状況 - JR東日本輸送指令担当の男性社員が、首都圏管内の在来線と東北・上越・東海道新幹線の運転状況を音声のみで伝えていた。
- みどりの窓口 - 長距離列車の指定席券の発売状況を伝達。冒頭ではボードに「みどりの窓口」のタイトルロゴと視聴者から投稿されたJR東日本の列車のイラストを掲示。
- 曜日別特集 - 今井晶子が各地をリポートしていた。
- イラストコーナー・お知らせ
- おでかけ天気

曜日別特集の内容は、およそ7分程度と短い時間ながらも、要点がコンパクトにまとめられていた。鉄道事業者提供の強みもあって、月曜日は駅訪問、火曜日は現業機関や新型車両などの紹介が多かったが、1987年以降はスポンサーがJR7社のうちJR東日本だけになったことから、JR東日本エリアの情報が中心になっていた他、寝台特急「北斗星」に関連し北海道旅客鉄道（JR北海道）エリアの情報が取り上げられる場合もあった。
現業機関の紹介では、当時の東大宮操車場内の車両の整備風景も紹介されていたが、この時には普段はなかなか見ることの出来ない583系の寝台解体シーンや、作業職員が直接ハシゴに登り、パンタグラフの上げ下げ・列車の屋根上機器点検等の模様も放送されていた。
土曜日
土曜日は旅行番組という色彩が強い内容で、この内容は番組の終了後に放送された『列車でいい旅』（1991年4月 - 1992年3月）にも引き継がれた。

## その他雑記
- 平日版は、テレビ東京本社の第3スタジオ（当時の虎ノ門本社）からの生放送。直前時間帯の『ビジネスマンNEWS』セットの隣に番組専用のセットが常設されており、『ビジネスマンNEWS』から連続しての生放送であった。
- 1989年度からは、当時最新型車両だった651系の先頭LEDヘッドマーク部分に、番組のロゴマークを表示している映像がオープニングを飾り、鉄道雑誌などで話題になった。
- テーマソング：1987年度 - 1988年度の放送では、当時のJR東日本のキャンペーン「LOOK EAST」のイメージ曲である加山雄三の「ちょっとだけストレンジャー」が使用されていた。